# Mariangela Scelsi
Mariangela Scelsi (* 3. April 1984 in Ulm) ist eine italienischstämmige deutsche Schauspielerin, Sängerin und Redakteurin.

## Leben
Nach ihrem Realschulabschluss in der Realschule Weißenhorn im Jahr 2001 begann Scelsi eine Ausbildung zur Bühnendarstellerin an der Stage School Hamburg. Nach einem Jahr nahm sie am Casting für eine neue Girlgroup teil und wurde engagiert.
Von Oktober 2002 bis Dezember 2003 war sie Mitglied der Popgruppe Samajona.
Über die Plattenfirma EMI brachte die Girlgroup drei Singles und ein Album heraus und trat unter anderen bei der Bravo Super Show, Top of the Pops und VIVA auf.
In der Seifenoper Verbotene Liebe war sie von März 2004 bis Februar 2008 in der Rolle der DJ Coco Faber zu sehen. Nebenher spielte sie Rollen unter anderem für Alarm für Cobra 11 und Sturm der Liebe. Am 12. Dezember 2010 war sie in der Leipziger Tatort-Folge Schön ist anders als italienische Touristin zu sehen.
Von 2009 bis 2011 war Mariangela Scelsi als Redakteurin in einer Filmproduktionsfirma tätig und verfasste Reportagen für u. a. Pro Sieben (Gallileo), Sport eins und Servus TV.
2012 gab sie ihr Theaterdebüt am Neuen Theater Hannover und spielte später auch in der Altstadt Komödie in Braunschweig.
Neben ihrer Bühnen- und Fernsehpräsenz begann Mariangela Scelsi 2014 für das Institut Synergie GmbH als Seminarschauspielerin zu arbeiten. Seitdem ist sie bei der Seminar-Schauspielagentur Seminarschauspieler.de tätig.

## Filmografie
- 2002: Graslöwen (KIKA)
- 2003: Drei Enkel für Harry
- 2004: Aus der Sicht eines Freundes (Kurzfilm)
- 2004–2008: Verbotene Liebe (589 Episoden)
- 2005: Eine Liebe am Gardasee (ZDF)
- 2008: Alarm für Cobra 11 – Die Autobahnpolizei – Am Ende der Jugend
- 2009: Sturm der Liebe (ARD)
- 2010: Tatort – Schön ist anders
- 2014: Kopfkino (Kurzfilm)
- 2015: In Gefahr – Ein verhängnisvoller Moment – (1 Folge)
- 2015: Im Auge des Shitstorms (Sat.1)
- 2017: Das Albtraumhaus (Sat.1)